# Scienza e tecnologia in Unione Sovietica

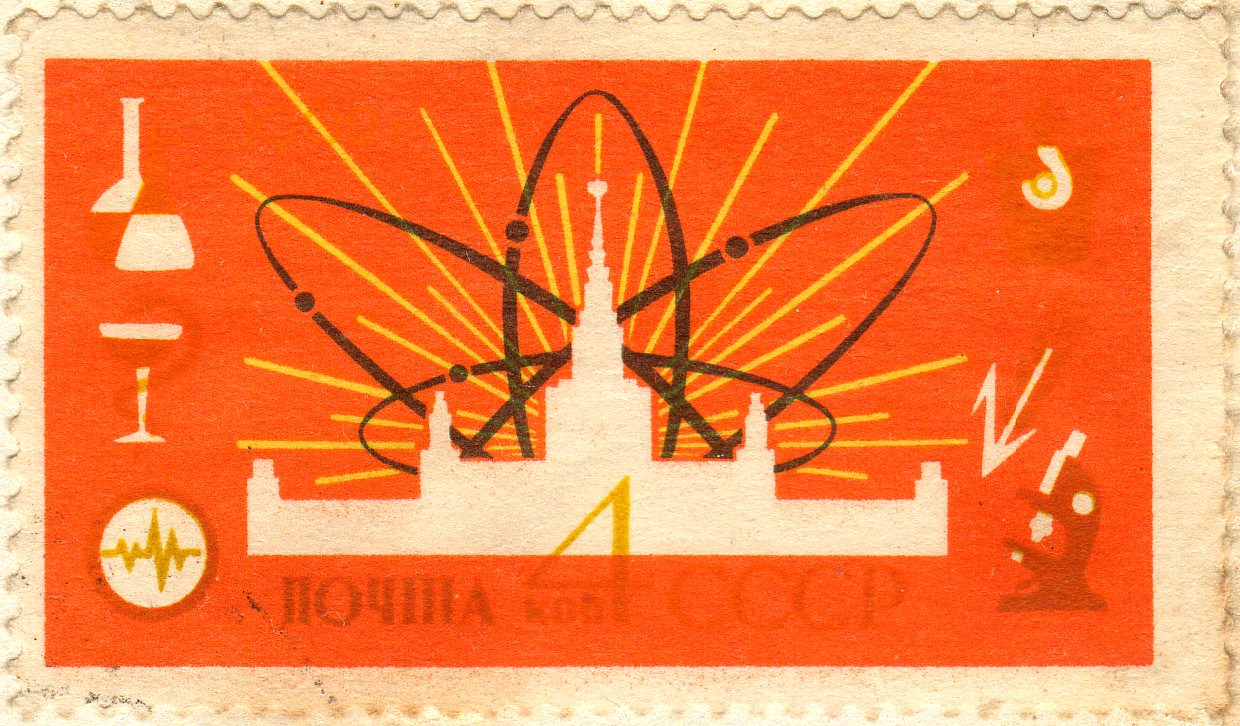
Francobollo sovietico del 1960 dedicato alla ricerca scientifica.

La scienza e la tecnologia in Unione Sovietica ebbero un ruolo importante nella politica, pratica e identità nazionale. Dal governo di Lenin fino alla dissoluzione dell'URSS nei primi anni novanta, sia la scienza sia la tecnologia erano strettamente collegate all'ideologia e il funzionamento pratico dello stato sovietico. Molti importanti scienziati che avevano lavorato nella Russia imperiale, come Konstantin Ciolkovskij, continuarono il loro operato durante il regime Comunista e diedero vita alla scienza sovietica.
Il governo sovietico fece dello sviluppo e del progresso della scienza una priorità nazionale, enfatizzando la scienza a tutti i livelli di istruzione e dando onori e premi ai migliori scienziati. Ogni anno, numerosi ingegneri si laureavano mentre gli scienziati sovietici ottenevano il plauso in diversi campi, contrassegnati da una pura scienza e innovazione altamente sviluppate dal punto di vista teorico. Erano all'avanguardia in campi come la matematica e in diversi rami della scienza fisica, in particolare la fisica nucleare teorica, la chimica e l'astronomia . Il chimico e fisico Nikolaj Semënov è stato il primo cittadino sovietico a vincere un premio Nobel nel 1956 (assieme al britannico Cyril Norman Hinshelwood) e il matematico Sergej Novikov è stato il primo cittadino sovietico a vincere una medaglia Fields nel 1970, seguito da Grigorij Margulis nel 1978 e Vladimir Drinfel'd nel 1990.
La tecnologia sovietica era molto sviluppata nei campi della fisica nucleare, dove la corsa agli armamenti contro il blocco occidentale convinse il governo a stanziare risorse sufficienti per la ricerca. Durante il programma atomico sovietico diretto da Igor' Kurčatov (basato sulle informazioni fornite dai Cinque di Cambridge), l'URSS fu la seconda nazione a sviluppare una bomba atomica nel 1949, quattro anni dopo gli Stati Uniti, mentre nel 1953 fece esplodere una bomba all'idrogeno, appena dieci mesi dopo gli USA. Anche l'esplorazione dello spazio ebbe un importante sviluppo: nell'ottobre del 1957, l'Unione Sovietica lanciò in orbita il primo satellite artificiale, lo Sputnik 1; nell'aprile del 1961 il cosmonauta Jurij Gagarin divenne il primo uomo a volare nello spazio. I sovietici continuarono a finanziare il proprio programma spaziale fino a quando i problemi economici avuti negli anni ottanta non portarono a tagli delle risorse.
Nonostante le scienze fossero censurate in un modo meno rigoroso rispetto ad altri campi come l'arte, si verificarono diversi casi di soppressione della ricerca. Per esempio, l'agronomo Trofim Lysenko si rifiutò di accettare la teoria cromosomica dell'ereditarietà generalmente accettata dalla genetica moderna. Nel 1948 riuscì a convincere Iosif Stalin di vietare la pratica e l'insegnamento della genetica delle popolazioni assieme molti altri campi di ricerca correlati alla biologia. Questa decisione fu annullata solo negli anni sessanta a seguito della destalinizzazione.

## Organizzazione

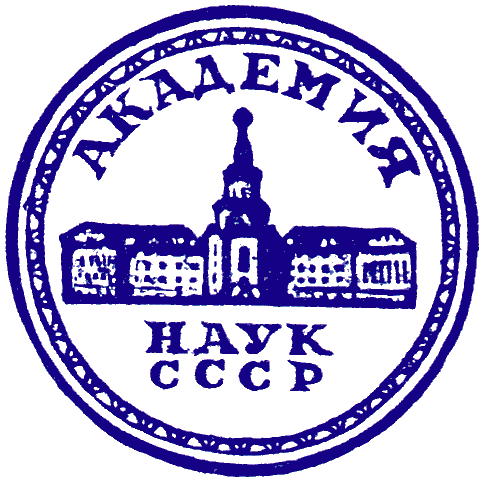
Timbro dell'Accademia delle scienze dell'Unione Sovietica.

A differenza di alcuni paesi occidentali, la maggior parte del lavoro di ricerca in URSS non veniva svolto dalle università ma da istituti creati appositamente. Molti di questi appartenevano al sistema di accademie specializzate o ai rami della ricerca presenti nei vari ministeri del governo, mentre gli istituti più prestigiosi facevano parte dell'Accademia delle scienze dell'URSS (in russo Академия наук СССР?, Akademija nauk SSSR)
Originariamente fondata come Accademia imperiale da Pietro il Grande nel 1724 e rifondata nel 1925 a Leningrado (per poi essere trasferita a Mosca nel 1934), questa istituzione rappresentava il nucleo centrale della ricerca scientifica nell'URSS. Nel 1987 era formata da 250 istituti di ricerca con 60 500 ricercatori a tempo pieno, di cui una grande percentuale era impegnata nelle scienze naturali come la biologia. Nel dicembre del 1991, un decreto della RSFS Russa di El'cin, entrato in vigore nel 1992, rinominò l'accademia nell'attuale Accademia russa delle scienze.
Tutte le repubbliche dell'Unione, ad eccezione della RSFS Russa, avevano le loro accademie repubblicane delle scienze, mentre i rami regionali dell'Accademia degli Urali, della Siberia e dell'Estremo Oriente coordinavano la ricerca.

### Istituti di ricerca scientifica (NII)
Gran parte della ricerca è stata condotta negli istituti di ricerca scientifica (in russo НИИ, научно-исследовательский институт?, NII, naučno-issledovatel’skij institut). In Unione Sovietica vi era un gran numero di NII, ognuno specializzato in un determinato campo particolare.
- Istituto fisico-tecnico Ioffe (1918 - )
- Istituto di antropologia ed etnografia (1933 - )
- Istituto per problemi fisici (1934 - )
- Istituto di fisica e tecnologia di Mosca (1946 - )
- Istituto di radioingegneria ed elettronica (1954 - )
- Istituto unito per la ricerca nucleare (1956 - )
- Istituto di ricerca sulla TBC di Novosibirsk (1943 - )

## Scienze naturali

### Medicina
Grazie ai successi ottenuti nel campo della medicina dopo la seconda guerra mondiale, l'URSS fu in grado di eliminare il suo ritardo nell'aspettativa di vita, precedentemente inferiore al livello medio dei paesi occidentali. La ricerca medica veniva coordinata dall'Accademia sovietica delle scienze mediche (in russo Академия медицинских наук СССР?, Akademija medicinskich nauk SSSR, AMN), riorganizzata nel 1992 come Accademia russa delle scienze mediche (in russo Российская академия медицнак?, Rossijskaja akademija medicnak) e subordinata all'Accademia russa delle scienze.

### Chimica
Nel 1934, il chimico Nikolaj Semënov pubblicò la monografia Cinetica chimica e reazioni a catena (in russo Химическая кинетика и цепные реакции?, Chimičeskaja kinetika i cepnye reakcii) e nel 1956 fu insignito del Nobel per la chimica.
All'Istituto unito per la ricerca nucleare, a partire dagli anni sessanta, furono ottenuti gli elementi 104, 105, 106 e 107 della tavola periodica. Nello stesso istituto, furono sintetizzati per la prima volta gli elementi superpesanti con numeri atomici dal 112 al 118. Tuttavia, la comunità scientifica sovietica e statunitense si trovarono in conflitto sulla paternità e la nomenclatura degli elementi sintetizzati, dato che spesso gli esperimenti venivano svolti in parallelo: la controversia, nota anche come guerra transfermica, si concluse soltanto nel 1997, dopo circa quarant'anni.

### Biologia
L'URSS dedicò gran parte della sua ricerca nel campo della biologia, ottenendo importanti successi. Negli anni trenta, gli istituti di Dmitrij Prjanišnikov e Nikolaj Maksimovič Tulajkov ottennero successi importanti nel campo dell'agronomia.
Nikolaj Kol'cov (fondatore nel 1917 dell'Istituto di biologia sperimentale) formulò il "principio di Kol'cov" riguardante la struttura dei Crostacei e teorizzò nel 1928 la presenza di "molecole ereditarie" e "cellule di struttura". Aleksandr Serebrovskij, Michail Zavadovskij e Sergej Četverikov lavorarono nel campo del neodarwinismo e della genetica delle popolazioni.
Nikolaj Vavilov è stato l'antesignano degli studi sulla biodiversità e incentrò la sua attività sull'individuazione dei centri d'origine delle principali piante alimentari coltivate e delle specie primitive dalle quali derivano. Studioso del mimetismo delle piante,  Vavilov fece spedizioni nei paesi del Mediterraneo, Cina, Corea e Giappone, Afghanistan, deserti arabi, Palestina e Giordania, Etiopia e molti paesi dell'America Latina. Creò inoltre una raccolta di semi per un totale di 250.000 campioni. Nel 1929, all'età di 42 anni, divenne il più giovane accademico dell'Accademia delle scienze dell'URSS e nel 1967 gli fu dedicato l'Istituto di botanica applicata, che dal 1992 ha assunto il nome di Istituto di ricerca panrusso N. I. Vavilov (in russo Всероссийский Институт Растениеводства им. Н.И.Вавилова?, Vserossijskij Institut Rastenievodstva im. N.I.Vavilova).
Allo stesso tempo, Trofim Lysenko iniziò la sua carriera pseudo-scientifica. Come agronomo, Lysenko propose e promosse una serie di pratiche agricole (vernalizzazione o piantagione di patate in estate) racchiuse nella teoria del lysenkoismo. Lysenko riuscì a convincere il governo sovietico della bontà della sua teoria promettendo l'aumento della produttività e della resa agricola, e fu avviata una campagna di persecuzioni contro i genetisti e i suoi avversari.

### Fisica
Nel 1924, Abram Ioffe scoprì il fenomeno dell'aumento della resistenza dei cristalli quando viene leviga la loro superficie, chiamato effetto Ioffe.
Nel 1928, gli scienziati sovietici Leonid Mandelštam e Grigorij Landsberg scoprirono il fenomeno dell'effetto Raman indipendentemente dagli studi del fisico indiano Chandrasekhara Venkata Raman.
Nel 1934, fu scoperto l'effetto Čerenkov, spiegato a livello teorico dagli scienziati sovietici Igor' Tamm e Il'ja Frank nel 1937. Per la scoperta e l'interpretazione di questo fenomeno, Pavel Čerenkov, Tamm e Frank ricevettero nel 1958 il premio Nobel per la fisica.
Nel 1934, il fisico sovietico Pëtr Kapica creò una tecnologia relativamente nuova per raggiungere temperature criogeniche tramite l'impiego di un turboespansore.
Nel 1938, Kapica scoprì la superfluidità dell'elio liquido e nel 1978 finse il Nobel per la fisica per i suoi studi sulla criogenia.
Nel 1941, il fisico teorico sovietico L. D. Landau diede una spiegazione della superfluidità.

#### Fisica nucleare
Nel 1937, fu attivato a Leningrado il primo ciclotrone europeo.
Nel 1940, Konstantin Petržak e Georgij Flërov scoprirono la fissione spontanea dei nuclei di isotopi molto pesanti.
Nel 1956, gli scienziati sovietici inventarono e costruirono il T-3, il primo tokamak per lo studio della fusione nucleare.

## Restrizioni ideologiche
Già negli anni venti, alcuni campi della ricerca scientifica erano stati etichettati come "borghesi" e "idealisti" dal Partito Comunista dell'Unione Sovietica. Tutta la ricerca, comprese le scienze naturali, doveva essere fondata sulla filosofia del materialismo dialettico. Le scienze umane e sociali furono inoltre poste in stretta conformità con il materialismo storico.
Dopo la seconda guerra mondiale, a molti scienziati fu proibito di collaborare con ricercatori stranieri e la comunità scientifica sovietica divenne sempre più chiusa. Oltre a ciò, il partito continuò a dichiarare numerose nuove teorie "pseudo-scientifiche". La genetica, la pedologia e la psicotecnica furono bandite nel 1936 da un decreto speciale del Comitato Centrale . Il 7 agosto 1948, l'Accademia delle scienze agrarie V. I. Lenin annunciò che da quel momento in poi l'eredità secondo il lamarckismo, ovvero la teoria secondo cui i tratti della personalità acquisiti durante la vita sono ereditati dalla prole, sarebbe stata insegnata come "l'unica teoria corretta". Gli scienziati sovietici furono costretti a riscrivere il loro lavoro precedente e anche dopo che questa ideologia, assieme al lysenkoismo, si dimostrò falsa, ci vollero molti anni prima che le critiche fossero tollerate. Dopo gli anni sessanta, durante il disgelo di Chruščëv, fu attuata una politica di liberalizzazione della scienza e il lysenkoismo fu ufficialmente abbandonato nel 1963.

## Vincitori sovietici di premi Nobel nel campo delle scienze

### Fisica
- 1958 - Pavel Čerenkov, Il'ja Frank e Igor Tamm "per la scoperta e l'interpretazione dell'effetto Čerenkov"[27]
- 1962 - Lev Landau "per le sue teorie sulla materia condensata, in particolare sulla superfluidità dell'elio liquido"[28]
- 1964 - Nikolaj Basov e Aleksandr Prochorov "per il lavoro fondamentale nel campo dell'elettronica quantistica, che ha portato alla costruzione di oscillatori e amplificatori sulla base del principio del laser maser"[29]
- 1978 - Pëtr Kapica "per le sue invenzioni e scoperte fondamentali nella criofisica"[30]

### Chimica
- 1956 - Nikolaj Semënov, insieme al britannico Cyril Hinshelwood, "per le loro ricerche sul meccanismo delle reazioni chimiche"[1]

## Premi nazionali
Il premio più prestigioso assegnato dal governo per i risultati nel campo della scienza e della tecnologia era originariamente il premio Stalin, ma dopo la morte del dittatore fu ribattezzato in Premio di Stato dell'URSS e il Premio Lenin divenne il massimo riconoscimento. Alcune personalità hanno ricevuto più premi o diverse volte lo stesso, come Michail Gurevič (Premio Stalin: 1941, 1947, 1948, 1949, 1953) e Sergej Il'jušin (Premio Lenin: 1936, 1964, 1974 - Premio Stalin: 1941, due volte nel 1945).
Tra gli scienziati e gli ingegneri laureati con il Premio Lenin si possono ricordare Pëtr Novikov (1957), Aleksandr Bereznjak (1961), Michail Gurevič (1962), Michail Kalašnikov e Vladimir Kotel'nikov (1964), Gavriil Ilizarov (1979), Anatolij Žabotinskij e Boris Belousov (1980).